# Кочки (Омская область)
Ко́чки — деревня в Любинском районе Омской области России, в составе Протопоповского сельского поселения.
Население — 250 чел. (2010).

## Физико-географическая характеристика
Деревня находится в пределах лесостепной зоны Ишимской равнины, являющейся частью Западно-Сибирской равнины. Речная сеть отсутствует. В окрестностях встречаются осиново-берёзовые колки, в понижениях небольшие болотца. Распространены лугово-чернозёмные солонцеватые и солончаковые почвы. Высота центра — около 107 метров над уровнем моря.
По автомобильным дорогам расстояние до областного центра города Омск 66 км, до районного центра рабочего посёлка Любинский — 14 км, до административного центра сельского поселения села Протопоповка — 5 км.

## История
Основана в 1905 году переселенцами из немецкой колонии Рибенсдорф. До 1917 года хутор в составе Омского уезда Акмолинской области. Лютеранский приход был в городе Омске.

## Население
| 1920 | 1926 | 1970 | 1979 | 1989 | 2010 |
| ---- | ---- | ---- | ---- | ---- | ---- |
| 107  | ↘92  | ↗291 | ↘224 | ↗235 | ↗250 |

Национальный состав
Согласно результатам переписи 2002 года, в национальной структуре населения русские составляли 56 %, немцы - 30% от общей численности населения в 245 чел..